# Уинстън Скот
Уинстън Елиът Скот (на английски: Winston Elliott Scott) е американски пилот и астронавт на НАСА, участник в два космически полета.

## Образование
Уинстън Скот завършва колежа Coral Gables Senior High School, Флорида през 1968 г. През 1972 г. става бакалавър по музика. През 1980 г. получава магистърска степен по аерокосмическо инженерство от Института за следдипломна квалификация на USN, Монтерей, Калифорния.

## Военна кариера
Уинстън Скот постъпва на служба в USN през декември 1972 г. След завършване на летателен курс става морски летец през август 1974 г. В продължение на четири години лети на хеликоптер за борба с подводни лодки. В началото на 1979 г. започва курс за преквалификация. След завършването му е зачислен в бойна ескадрила 84 (VF-84), базирана във Вирджиния. Лети на изтребител F-14 Tomcat. През 1986 г. преминава на новия F-18 Hornet. След година става инструктор на същия самолет. По време на службата си Уинстън Скот има повече от 4000 полетни часа на 20 различни типа машини и 200 кацания на палубата на самолетоносач.

## Служба в НАСА
Уинстън Скот е избран за астронавт от НАСА на 31 март 1992 г., Астронавтска група №14. Той взима участие в два космически полета и има в актива си космически разходки с обща продължителност 19 часа и 26 минути.

### Полети
| Космически полети на Уинстън Елиът Скот                          | Космически полети на Уинстън Елиът Скот | Космически полети на Уинстън Елиът Скот | Космически полети на Уинстън Елиът Скот | Космически полети на Уинстън Елиът Скот | Космически полети на Уинстън Елиът Скот | Космически полети на Уинстън Елиът Скот |
| №                                                                | Дата                                    | КК                                      | Емблема на мисията                      | Функции                                 | Продължителност                         |                                         |
| ---------------------------------------------------------------- | --------------------------------------- | --------------------------------------- | --------------------------------------- | --------------------------------------- | --------------------------------------- | --------------------------------------- |
| 1                                                                | 11 януари 1996                          | „Индевър“, мисия STS-72                 |                                         | Специалист на мисията                   | 8 денонощия 22 часа 01 мин. 47 сек.     |                                         |
| 2                                                                | 19 ноември 1997                         | „Колумбия“, мисия STS-87                |                                         | Специалист на мисията                   | 15 денонощия 16 часа 35 мин. 01 сек.    |                                         |
| Сумарно време в космоса – 24 денонощия 14 часа 35 минути 48 сек. |                                         |                                         |                                         |                                         |                                         |                                         |